# Kanton Riom
 Riom is een kanton van het Franse departement Puy-de-Dôme. Het kanton maakt deel uit van het arrondissement  Riom.  

 Het telt 24.209 inwoners in 2018.

Het kanton  werd gevormd ingevolge het decreet van 21  februari 2014 met uitwerking op 22 maart 2015 met Riom als hoofdplaats.

## Gemeenten
Het kanton Riom omvatte bij zijn oprichting 6 gemeenten.
Op 1 januari 2016 werden de gemeenten La Moutade en Cellule samengevoegd tot de fusiegemeente (commune nouvelle) Chambaron sur Morge. 
Sindsdien omvat het kanton volgende 5 gemeenten : 
- Chambaron sur Morge
- Le Cheix
- Pessat-Villeneuve
- Riom
- Saint-Bonnet-près-Riom